# Muttaburrasaurus
Muttaburrasaurus is een geslacht van uitgestorven plantenetende euornithopode dinosauriërs dat tijdens het Vroeg-Krijt leefde in Australië. De typesoort is Muttaburrasaurus langdoni.
Muttaburrasaurus werd in 1963 gevonden en kreeg in 1981 zijn naam die afgeleid is van het plaatsje Muttaburra. Verschillende schedels en skeletten van het dier zijn opgegraven. Muttaburrasaurus werd ongeveer acht meter lang en had een opvallende gezwollen neus die misschien gebruikt werd om een toeterend geluid voort te brengen. Het gebit van het dier was nog eenvoudig van bouw. Het is onzeker aan welke andere soorten Muttaburrasaurus het nauwst verwant was. Vermoedelijk was het een reuzenvorm uit een of andere groep die verder uit kleinere dieren bestond.

## Vondst en naamgeving
In het voorjaar van 1963 werden door de cowboys van veeboer Douglas Langdon de botten gevonden van een dinosauriër, die langs de oever van de Thomson River nabij Rosebury Downs Station in Queensland uit de grond staken. Langdon inspecteerde de vondst zelf en wilde deze afdoen als de resten van een koe maar realiseerde zich toen dat ze daar te groot voor waren. Hij stuurde een teenkootje naar het Queensland Museum dat een team stuurde geleid door Alan Bartholomai en Edward Dahms om de fossielen op te graven. Het bleek dat een belangrijk deel in de loop van vele jaren door lokale souvenirzoekers was weggenomen maar na een oproep door de autoriteiten om deze weer in te leveren, doken nog een vijftigtal stukken op. Ongeveer zestig procent van het skelet kon zo uiteindelijk geborgen worden. Dinosauriërs stonden in de jaren zestig niet zo sterk in de belangstelling als nu en hoewel dit de tot dan toe belangrijkste dinosauriërvondst was in Australië, besteedde het museum maar weinig geld aan de preparatie van de beenderen, die moeizaam met zuurbaden uit het omringende gesteente moesten worden bevrijd. Pas eind jaren zeventig werd het proces voltooid.

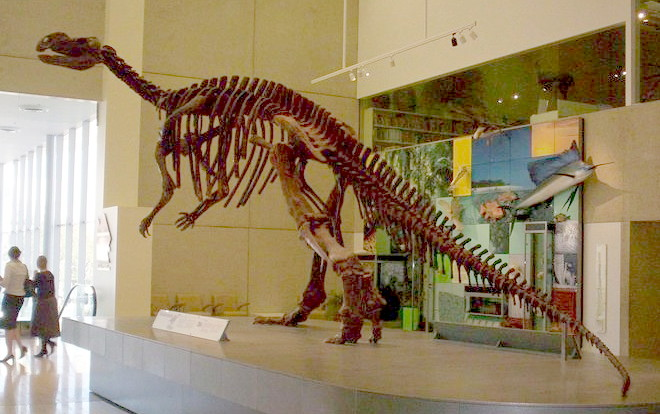
Het gereconstrueerde skelet

In 1981 werd de soort Muttaburrasaurus langdoni benoemd en beschreven door Bartholomai en de Amerikaanse paleontoloog Ralph Molnar. De geslachtsnaam verwijst naar het stadje Muttaburra, nabij de vindplaats gelegen. De soortaanduiding is een eerbetoon aan Langdon.
Het fossiel, holotype QM F6140, is gevonden in lagen van de Mackundaformatie, zeeafzettingen die uit de tijd van het Albien en het Cenomanien komen, ongeveer 112 miljoen jaar oud. Het bestaat uit een gedeeltelijk skelet met schedel. Bewaard zijn gebleven: de onderkant van de schedel, de achterkant van de onderkaken, minstens zeven halswervels, een dozijn ruggenwervels, een sacrum, een half dozijn staartwervels, ribben, een linkerschoudergordel, de voorpoten, het bekken en de achterpoten. De meeste elementen zijn sterk verweerd en beschadigd, wat het onder andere lastig maakt het precieze aantal bewaarde wervels te bepalen. Het volledig gerestaureerde en aangevulde skelet, voor bijna de helft origineel, is tegenwoordig te bewonderen in het Queensland Museum.
Uit een miljoen jaar oudere laag, de Allaru Mudstone, is in 1987 een schedel, specimen QM F14921, ontdekt door de veertienjarige Robert Walker en door paleontologe Mary Wade aangekocht van John Stewart-Moore te Dunluce Station die het als deurdrempel gebruikte in zijn ranch. In 1996 stelde Molnar dat het hier een aparte soort betrof, een nog onbenoemde Muttaburrasaurus sp., die zich kenmerkte door een kortere snuit.
In 1989 werden twee gedeeltelijke skeletten geborgen bij Iona Station nabij Hughenden waarin een aparte tentoonstellingsruimte ook een levensgrote reconstructie is opgesteld. De laatste jaren zijn meer fragmenten, waaronder een zevenenzestig centimeter lang schouderblad en twee geopaliseerde tanden uit de Griman Creek-formatie, en een tand uit Victoria, ontdekt die aan deze soort toegewezen werden. In 2019 werden de resten uit de Griman Creek Formation echter benoemd als het aparte geslacht Fostoria.
Muttaburrasaurus is nu samen met Minmi de uit de meest complete vondsten bekende dinosauriër van Australië.

## Beschrijving

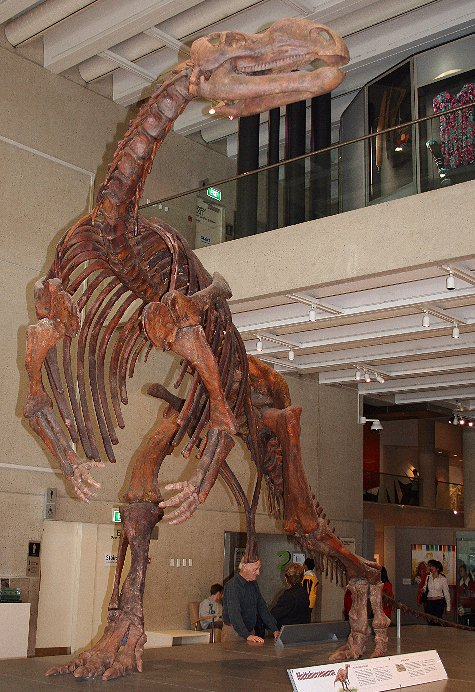
De voorzijde

Muttaburrasaurus is een vrij grote euornithopode. Molnar schatte in 1981 de lengte op tien meter. Gregory S. Paul kwam in 2010 tot een lagere schatting: een lichaamslengte van acht meter en een gewicht van 2,8 ton. De heuphoogte is ongeveer 2,4 meter. De algemene bouw, vooral van de ledematen en de wervels, is tamelijk robuust.

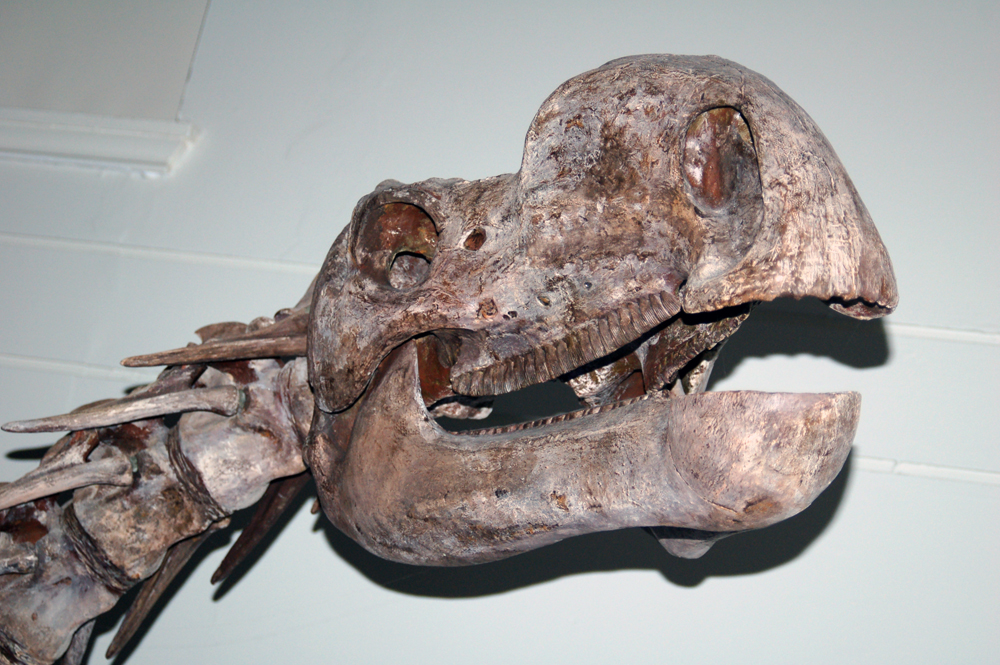
De schedel met de typische resonantiekamer

De schedel van Muttaburrasaurus is tamelijk plat en lang. Ter hoogte van de oogkassen is de kop erg breed, zodat een groot aanhechtingsvlak geboden kon worden aan sterke sluitspieren. De voorhoofdsbeenderen hebben zijuitsteeksels. Het quadratum achteraan de schedel helt naar voren toe. In de bovenkaak staan minstens tweeëntwintig tanden, aaneengesloten in een tandbatterij. Anders dan bij meer afgeleide euornithopoden groeien de vervangingstanden niet om en om tussen de kronen van de voorgaande generatie in maar er precies onder. De slijtvlakken van de tanden toen aan dat ze niet gebruikt werden om te kauwen: de tandrijen van boven- en onderkaak werkten als een schaar en sneden langs elkaar heen. In 1981 meende Molnar nog dat dit erop wees dat Muttaburrasaurus een omnivoor was die zich ten dele met karkassen voedde. In 1995 kwam hij hierop terug en stelde dat de constructie van het gebit leek op die van de Ceratopia en een aanpassing was om taai of hard plantenmateriaal in stukken te knippen. Naar voren loopt de snuit erg spits toe, met een driehoekig bovenaanzicht. Op de bovenkant van de snuit krommen de neusbeenderen omhoog. Ze vormen zo intern een holle kamer, de bulba nasalis, die waarschijnlijk gebruikt werd om geluiden te produceren en te versterken, ten bate van de communicatie binnen de soort. Molnar vermoedde daarnaast een verbetering van het reukvermogen. De voorkant van de eerste schedel ontbrak en men nam eerst aan dat de enorme neus in een doorlopende kromme in de bovensnavel overging, zoals bij Altirhinus. De tweede schedel laat echter zien dat de curve eerder naar beneden duikt, zodat de bulba duidelijk van de platte spitse snavel gescheiden is. De onderkaak is althans achteraan vrij laag.
De aantallen wervels zijn niet precies bekend. De halswervels zijn forsgebouwd met stevige nekribben. De ruggenwervels hebben een gekielde onderkant. De voorste staartwervels hebben uithollingen aan de onderzijde. Van het opperarmbeen is een bovenkant bewaard gebleven die een opvallende en lange deltopectorale kam toont, een aanwijzing voor een zware musculatuur. Ook de onderarm is stevig gebouwd. De arm als geheel heeft een lengte die het mogelijk maakt op vier poten te lopen. Molnar dacht eerst dat een duimstekel aanwezig was, zoals bij Iguanodon, maar betwijfelde dat in 1996 weer omdat de enige aanwijzing ervoor een plat bot was dat hij in 1981 aangezien had voor een gereduceerd eerste middenhandsbeen dat zo'n stekel had kunnen dragen; achteraf was hij niet zo zeker over de identificatie. De reconstructies tonen de stekel wel. In het algemeen vond Molnar later dat de restauraties te veel het model van Iguanodon hadden gevolgd.

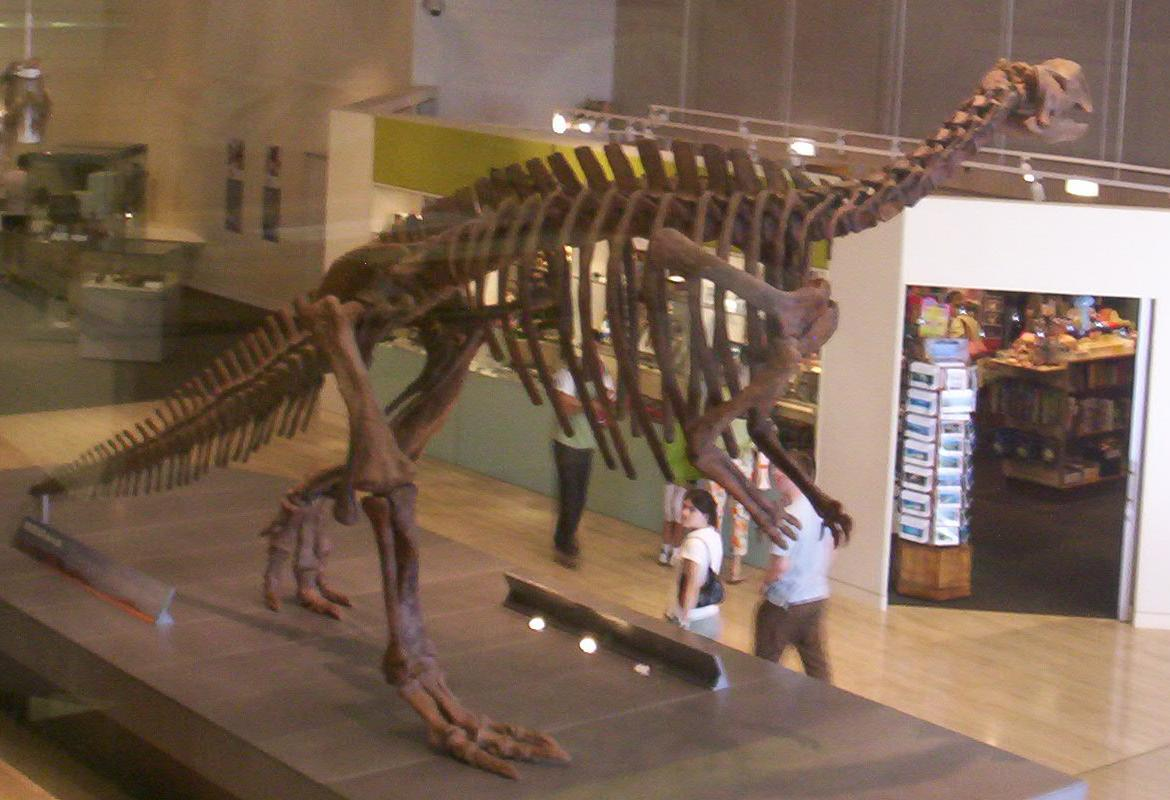
Het skelet van bovenaf bezien

In 2010 beschreef Kenneth Carpenter apart het darmbeen. Het heeft een erg golvende bovenkant met eerst een welving boven het heupgewricht waarna het plots naar beneden kromt wat een diepe deuk in het achterblad vormt. Het voorblad is bij het fossiel afgebroken maar nog wel is te zien dat er een grote tussenruimte was met het aanhangsel voor het schaambeen. De zijrichel loopt helemaal door tot het uiteinde van het achterblad. Het aanhangsel voor het zitbeen loopt bovenaan niet verbredend over in de zijkant van het blad.
Molnar reconstrueerde het zitbeen als lang en met een verbreed uiteinde. De postpubis is kort. Het darmbeen is niet zeer lang ten opzichte van de achterpoot. Die heeft een robuust, 1015 millimeter lang, dijbeen dat in zijaanzicht gekromd is maar in vooraanzicht erg recht met een zeer afstekende heupkop. Het onderbeen is ook robuust; het scheenbeen is 962 millimeter lang. De voet is lang, 459 millimeter voor het tweede middenvoetsbeen, en breed met vermoedelijk vrij lange tenen — het uiteinde ervan is niet bewaard gebleven — en weinig gereduceerd: het vierde middenvoetsbeen is nog aanwezig en droeg een kennelijk vrij lange vierde teen, waarvan nog het eerste, 161 millimeter lange, eerste teenkootje bewaard is gebleven..
Het skelet van Muttaburrasaurus toont verschillende basale kenmerken. Zo is de bouw van de tanden nog vrij oorspronkelijk, zonder hoofdrichel maar met elf lage secundaire richels, is in het bekken de processus praepubicus samengedrukt en lemmetvormig en bezit het dijbeen onderaan maar een ondiepe groeve voor de pees van de strekspieren.

## Fylogenie
De fylogenie van Muttaburrasaurus is altijd problematisch geweest. Molnar plaatste de soort in de Iguanodontidae. Michael Cooper begreep echter in 1985 dat de soort basaler in de Iguanodontia moest staan en bracht hem in de Camptosauridae onder. Het is in 1992 door Carpenter zelfs gesuggereerd dat hij nog dieper in de stamboom stond, in de Hypsilophodontidae, dus buiten de Iguanodontia. Later neigde men toch tot een basale positie in die laatste groep, als een aparte afsplitsing of als een lid van de Dryosauridae. De laatste analyse, van Andrew McDonald uit 2010, had als uitkomst dat het een lid van de Rhabdodontidae was; in 2016 werd het per definitie een lid van de Rhabdodontomorpha. Problematisch bij de meer basale plaatsingen is de afwijkende grootte van Muttaburrasaurus. Is een ervan correct dan was de soort de eerste tak die een reusachtige iguanodontiër opleverde.
Het volgende kladogram toont een mogelijke positie van Muttaburrasaurus in de evolutionaire stamboom.
|  | Anabisetia                                                   |
|  |                                                              |
|  | \| \| Tenontosaurus \| \| \| \| \| \| Dryomorpha \| \| \| \| |
|  |                                                              |
|  | Tenontosaurus                                                |
|  |                                                              |
|  | Dryomorpha                                                   |
|  |                                                              |

|  | Tenontosaurus |
|  |               |
|  | Dryomorpha    |
|  |               |

|  | Mochlodon                                              |
|  |                                                        |
|  | \| \| Rhabdodon \| \| \| \| \| \| Zalmoxes \| \| \| \| |
|  |                                                        |
|  | Rhabdodon                                              |
|  |                                                        |
|  | Zalmoxes                                               |
|  |                                                        |

|  | Rhabdodon |
|  |           |
|  | Zalmoxes  |
|  |           |

|  | Mochlodon                                              |
|  |                                                        |
|  | \| \| Rhabdodon \| \| \| \| \| \| Zalmoxes \| \| \| \| |
|  |                                                        |
|  | Rhabdodon                                              |
|  |                                                        |
|  | Zalmoxes                                               |
|  |                                                        |

|  | Rhabdodon |
|  |           |
|  | Zalmoxes  |
|  |           |

|  | Mochlodon                                              |
|  |                                                        |
|  | \| \| Rhabdodon \| \| \| \| \| \| Zalmoxes \| \| \| \| |
|  |                                                        |
|  | Rhabdodon                                              |
|  |                                                        |
|  | Zalmoxes                                               |
|  |                                                        |

|  | Rhabdodon |
|  |           |
|  | Zalmoxes  |
|  |           |

|  | Mochlodon                                              |
|  |                                                        |
|  | \| \| Rhabdodon \| \| \| \| \| \| Zalmoxes \| \| \| \| |
|  |                                                        |
|  | Rhabdodon                                              |
|  |                                                        |
|  | Zalmoxes                                               |
|  |                                                        |

|  | Rhabdodon |
|  |           |
|  | Zalmoxes  |
|  |           |

|  | Anabisetia                                                   |
|  |                                                              |
|  | \| \| Tenontosaurus \| \| \| \| \| \| Dryomorpha \| \| \| \| |
|  |                                                              |
|  | Tenontosaurus                                                |
|  |                                                              |
|  | Dryomorpha                                                   |
|  |                                                              |

|  | Tenontosaurus |
|  |               |
|  | Dryomorpha    |
|  |               |

|  | Mochlodon                                              |
|  |                                                        |
|  | \| \| Rhabdodon \| \| \| \| \| \| Zalmoxes \| \| \| \| |
|  |                                                        |
|  | Rhabdodon                                              |
|  |                                                        |
|  | Zalmoxes                                               |
|  |                                                        |

|  | Rhabdodon |
|  |           |
|  | Zalmoxes  |
|  |           |

|  | Mochlodon                                              |
|  |                                                        |
|  | \| \| Rhabdodon \| \| \| \| \| \| Zalmoxes \| \| \| \| |
|  |                                                        |
|  | Rhabdodon                                              |
|  |                                                        |
|  | Zalmoxes                                               |
|  |                                                        |

|  | Rhabdodon |
|  |           |
|  | Zalmoxes  |
|  |           |

|  | Mochlodon                                              |
|  |                                                        |
|  | \| \| Rhabdodon \| \| \| \| \| \| Zalmoxes \| \| \| \| |
|  |                                                        |
|  | Rhabdodon                                              |
|  |                                                        |
|  | Zalmoxes                                               |
|  |                                                        |

|  | Rhabdodon |
|  |           |
|  | Zalmoxes  |
|  |           |

|  | Mochlodon                                              |
|  |                                                        |
|  | \| \| Rhabdodon \| \| \| \| \| \| Zalmoxes \| \| \| \| |
|  |                                                        |
|  | Rhabdodon                                              |
|  |                                                        |
|  | Zalmoxes                                               |
|  |                                                        |

|  | Rhabdodon |
|  |           |
|  | Zalmoxes  |
|  |           |

## Bekendheid vanMuttaburrasaurus

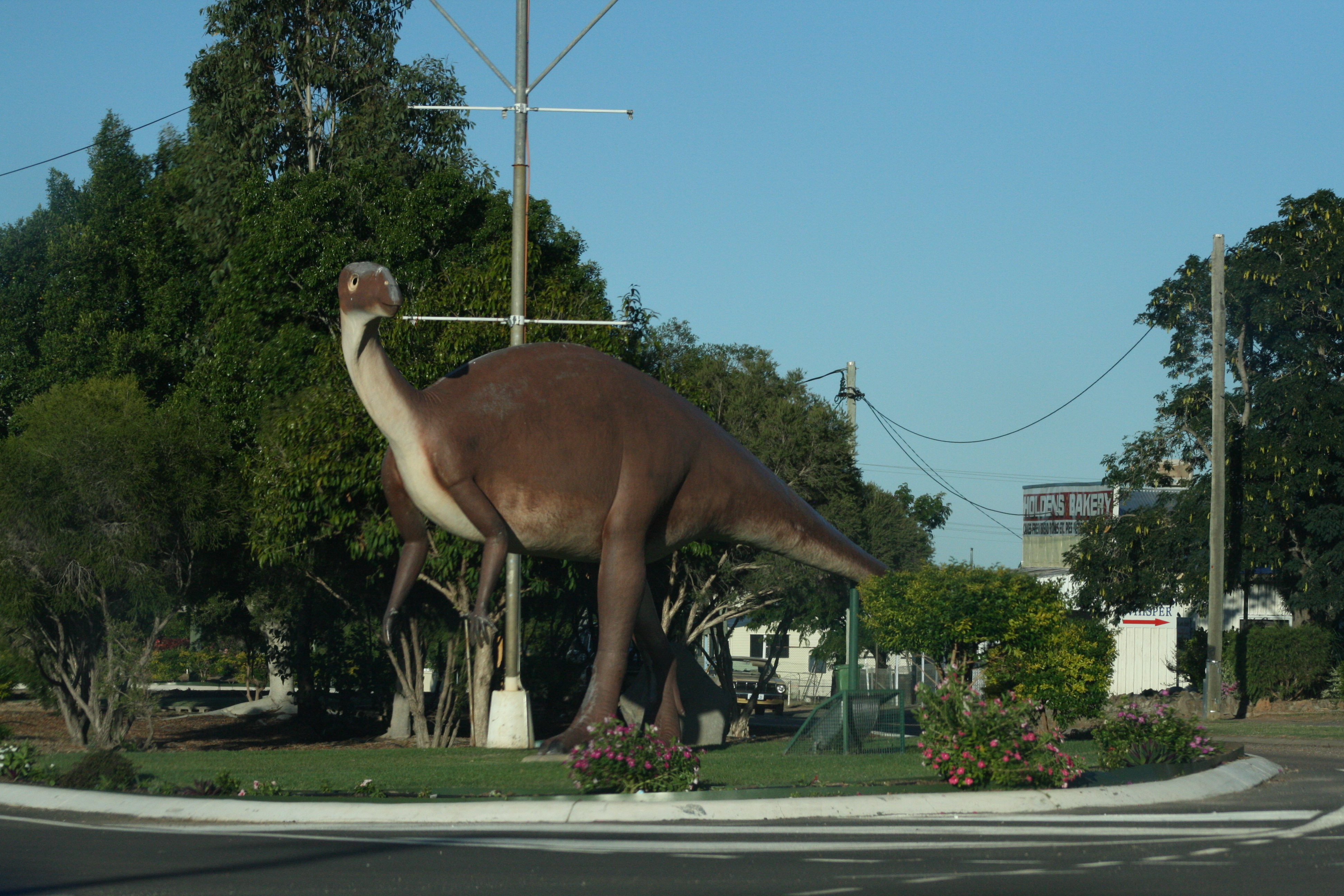
Een levensgroot model in Hughenden

Muttaburrasaurus geniet in Australië een aanzienlijke bekendheid onder het grote publiek. Daaraan heeft zeker bijgedragen dat in veel musea op het continent skeletten werden neergezet, onder andere in het National Dinosaur Museum. Kinderboeken, populair-wetenschappelijke boeken en postzegels werden aan de soort gewijd. Muttaburrasaurus speelde ook een rol in tv-documentaires zoals de Walking with Dinosaurs-episode At The End of the Earth en het programma When Dinosaurs Ruled.